# 亞歷山大·曼寧格
亞歷山大·曼寧格（Alexander "Alex" Manninger，1977年6月4日—，出生於薩爾茨堡）是一位前奧地利職業足球員，擔任守門員，最後效力英超勁旅利物浦。曼寧格也是2008年歐國盃上奧地利隊的隊員之一。